# Jezioro Zielone (województwo dolnośląskie)
Jezioro Zielone (potocznie Daisy) – jezioro położone na stokach Witosza (483 m n.p.m.), na Pogórzu Wałbrzyskim, zalane wyrobisko wapienne. Główna atrakcja turystyczna rezerwatu Jeziorko Daisy. Powierzchnia – 0,66 ha. Głębokość – 23 m.
Jezioro powstało w 1870 roku po eksploatacji górnodewońskich wapieni rafowych. Skały te stanowią obiekt zainteresowania geologów oraz paleontologów badających znajdowane tam skamieniałości korali, ramienionogów i liliowców. Powstały one w płytkim i ciepłym morzu. Po raz pierwszy przebadano je naukowo w 1831 i od tego czasu były tematem licznych opracowań. Jednym z pierwszych badaczy tego kamieniołomu był polski przyrodnik i podróżnik Władysław Dybowski, który opublikował opis tutejszych koralowców w roku 1873. Nazwa jeziorka pochodzi od księżnej Daisy von Pless, ostatniej właścicielki Książa, która szczególnie upodobała sobie to miejsce. Zaadaptowała również jeden z wapienników na basztę i urządziła tam izbę myśliwych. Kształt jeziorka zbliżony jest do elipsy. Jeziorko otacza las mieszany, w pobliżu występują pomniki przyrody oraz rośliny zielne chronione, takie jak konwalia leśna, wawrzynek wilczełyko, śnieżyczka, zawilec. Leży ono na szlaku zielonym (zamków piastowskich) i żółto-niebieski-żółtym (Ułanów Legii Nadwiślańskiej).
W 1954 r. ustalono urzędowo polską nazwę Jezioro Zielone. Przed 1945 r. jezioro nosiło niemiecką nazwę Daisy-See.
Szlaki turystyczne:
- – Szlak Zamków Piastowskich
- – Szlak Ułanów Legii Nadwiślańskiej